# Mateo Šerić
Mateo Šerić (Backnang, 21 marzo 1999) è un cestista tedesco.